# Egon Krenz
Egon Rudi Ernst Krenz (Kolberg, 19 marzo 1937) è un politico tedesco. 
È stato il quarto presidente del Consiglio di Stato della Repubblica Democratica Tedesca dal 24 ottobre al 6 dicembre 1989. È stato membro del Partito Socialista Unificato di Germania (Sozialistische Einheitspartei Deutschlands - SED), nonché ultimo segretario generale dello stesso dal 18 ottobre al 3 dicembre 1989.
Durante la sua carriera, Krenz occupò una serie di posizioni di rilievo nel SED. Vice di Erich Honecker dal 1984 in poi, gli succedette nel 1989 tra le proteste contro il regime. Krenz non riuscì nel tentativo di mantenere il regime al potere e fu costretto a dimettersi qualche settimana dopo la caduta del Muro di Berlino. Dopo la riunificazione tedesca del 1990 fu condannato a sei anni e mezzo di carcere per omicidio colposo, per il suo ruolo nei crimini del governo. Dopo il suo rilascio dalla prigione alla fine del 2003, si è ritirato nella cittadina di Dierhagen in Meclemburgo-Pomerania Anteriore.

## Infanzia, istruzione e servizio militare
Krenz è figlio di un sarto di Kolberg. Nel 1944 i suoi genitori fuggirono con lui a Ribnitz-Damgarten. Lì Krenz terminò la scuola nel 1953. Nello stesso anno divenne membro della Libera Gioventù Tedesca (FDJ). Krenz svolse un apprendistato come fabbro nella VEB Dieselmotorenwerk Rostock, dal 1953 al 1957 studiò presso l'Istituto per la formazione degli insegnanti "Diesterweg" a Putbus nel Rügen e si laureò come insegnante di livello primario. Presso l'istituto di formazione degli insegnanti fu segretario dell'organizzazione di base della FDJ e dal 1956 anche membro della FDJ di Kreisleitung Rügen. Nel 1955 entrò a far parte del SED. Dal 1957 al 1959 Krenz servì la Nationale Volksarmee (NVA) a Prora come sottufficiale mantenendo le funzioni nella FDJ a livello divisionale. Nel 1958 fu un delegato dell'organizzazione del partito della NVA per il V Congresso del SED.

## Carriera politica

### Sviluppo nell'Organizzazione giovanile e di partito

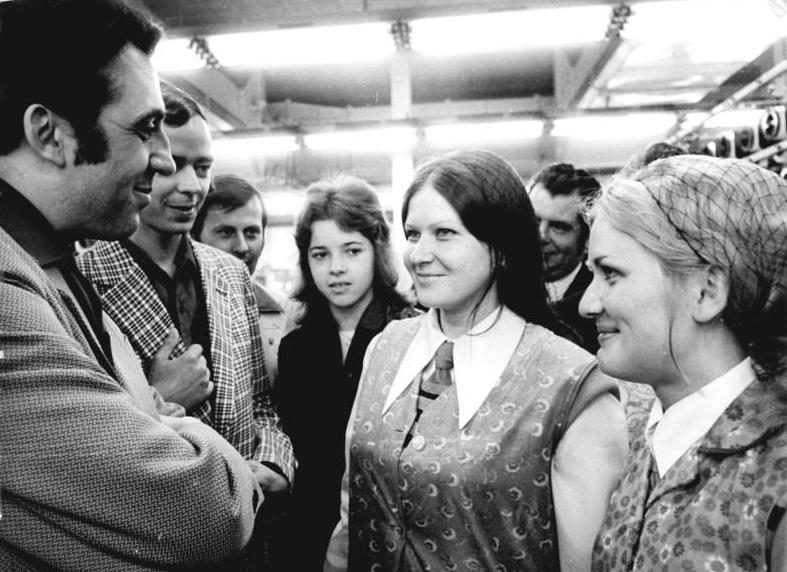
Egon Krenz nel 1974 mentre dialoga con delle lavoratrici a contratto polacche

Dal 1960 fu Primo segretario della sede del distretto di Rostock per la FDJ. Nel 1961 divenne Segretario del Consiglio Centrale della FDJ e fu responsabile per il lavoro della Lega della Gioventù nelle università, nei college e negli istituti tecnici. Dal 1964 al 1967 Krenz studiò presso la Scuola di partito del PCUS a Mosca, poi si laureò in scienze sociali. Successivamente dal 1967 al 1974 fu Segretario del Consiglio Centrale della FDJ, responsabile per l'agitazione e la propaganda, così come per il lavoro della FDJ presso le scuole. Allo stesso tempo, lavorò dall'8 febbraio 1971 al 9 gennaio 1974 come Presidente dell'Organizzazione dei Pionieri Ernst Thälmann. Dal 1974 al 1983 ricoprì la carica di Primo segretario del Consiglio Centrale della FDJ.
Dal 1971 al 1990 Krenz fu deputato nella Volkskammer della Repubblica Democratica Tedesca, dal 1971 al 1981 fu anche membro del Presidium. Nel 1973 Egon Krenz divenne membro del Comitato centrale (ZK) del SED e nel 1983 membro del Politiburo e Segretario del Comitato Centrale del SED sulle questioni di sicurezza, della gioventù, dello sport, dello stato e delle questioni legali. Dal 1981 al 1984 Krenz fu anche membro del Consiglio di Stato.

### Ai vertici del partito
Autodefinitosi «un riformatore favorevole alla perestrojka», il 18 ottobre 1989, dopo le proteste popolari contro il governo della RDT, succedette a Erich Honecker, costretto a dimettersi. Il 23 ottobre 1989 venne eletto dalla Volkskammer alla carica di Presidente del Consiglio di Stato della Repubblica Democratica Tedesca (Vorsitzender des Staatsrates der DDR), succedendo sempre a Erich Honecker, dimessosi per motivi di salute.
Egon Krenz, alle ore 17.30 del 9 novembre 1989, fu il protagonista dell'apertura del muro di Berlino, dopo diverse concessioni date nei giorni precedenti. Nella situazione di grande incertezza che fece seguito all'apertura della frontiera con la Germania Federale, Krenz rassegnò le dimissioni il 7 dicembre 1989 e nel 1990 fu espulso dal nuovo Partito del Socialismo Democratico (PDS) guidato da Gregor Gysi.

### Capo della Repubblica Democratica Tedesca
Dopo le proteste popolari contro il regime della RDT, il Politburo del SED aveva votato per rimuovere Honecker il 18 ottobre 1989 e Krenz venne eletto come nuovo segretario generale del Comitato centrale SED. Krenz era stato avvicinato parecchi mesi prima per abbandonare Honecker, ma era riluttante a muovere contro un uomo che chiamava "mio padre e insegnante politico". Inizialmente era disposto ad aspettare la morte di Honecker che era gravemente ammalato, ma per ottobre era convinto che la situazione era troppo grave per aspettare quello che aveva chiamato "una soluzione biologica".
Nonostante molte proteste, la Volkskammer elesse Krenz a entrambi i principali posti di stato di Honecker - Presidente del Consiglio di Stato (un posto equivalente a quello del presidente) e presidente del Consiglio Nazionale della Difesa. Per la seconda volta nella storia del quarantennale della Volkskammer, il voto non era unanime (la prima era la legge sull'aborto); 26 deputati hanno votato contro e 26 si astennero.

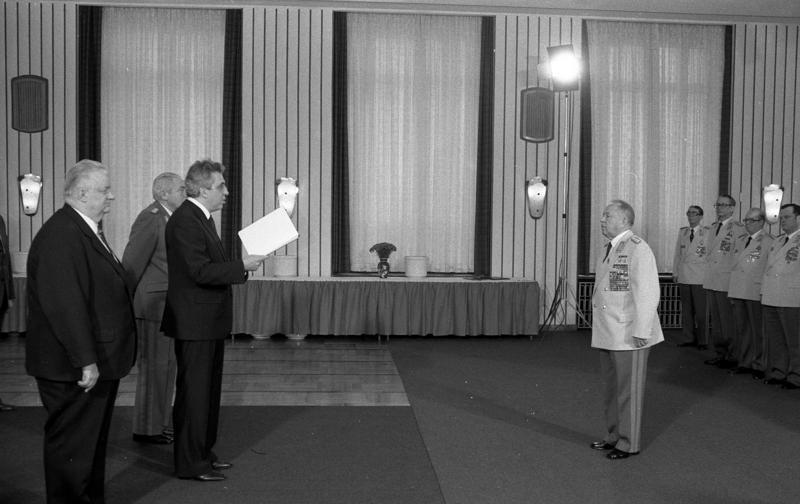
Egon Krenz (a sinistra) si congratula ufficialmente con Erich Mielke a nome del governo in occasione del 35º anniversario della Stasi nel 1985.

Nel suo primo indirizzo come leader, Krenz promise riforme democratiche, ma pochi tedeschi dell'Est credevano in lui. Per esempio, ricordavano ancora che dopo il massacro di Piazza Tiananmen, era andato in Cina a ringraziare Deng Xiaoping per conto del regime. Uno scherzo popolare suggerì che l'unica differenza tra loro era che Krenz aveva ancora una vescica. Infatti, quasi appena prese il potere, migliaia di tedeschi orientali si recarono in piazza per chiedere le sue dimissioni.
Anche nello stesso giorno, che ha preso l'incarico, Krenz ha ricevuto un rapporto segreto dal capo di pianificazione Gerhard Schürer che ha mostrato le profondità della crisi economica della Germania orientale. Ha dimostrato che la Germania orientale non ha avuto abbastanza soldi per effettuare pagamenti sui massicci prestiti esteri che hanno sostenuto l'economia e ora è di debito di 123 miliardi di DM. Anche se Krenz era stato il numero due dell'amministrazione, Honecker aveva mantenuto un vero segreto dal vero stato dell'economia. Krenz è stato costretto a inviare Alexander Schalck-Golodkowski a chiedere alla Germania Ovest un prestito a breve termine per pagamenti di interessi. Tuttavia, la Germania Ovest non era disposta a prendere in considerazione i negoziati fino a quando il SED non avesse abbandonato il potere e consentire delle elezioni libere, qualcosa che Krenz non era disposto a concedere.
Non era l'unica prova che Krenz non intendesse realmente aprire il regime. Mentre pubblicamente discuteva di tali riforme come allentamento delle restrizioni di viaggio, egli aveva anche ordinato personalmente il rigetto della richiesta del gruppo dissidente New Forum di diventare un'organizzazione riconosciuta. Davanti alla grande manifestazione di Alexanderplatz il 4 novembre, ordinò allo Stasi di impedire qualsiasi tentativo non autorizzato di attraversare il confine con "violenza fisica".
Il 7 novembre Krenz approvò le dimissioni del primo ministro Willi Stoph e del suo intero governo con due terzi del Politburo. Tuttavia, il Comitato Centrale rielesse all'unanimità Krenz alla carica di segretario generale. In un discorso, Krenz tentò un il tutto per tutto, anche criticando il suo mentore politico Honecker. Eppure, da quel momento gli eventi erano rapidamente sfuggiti fuori dal suo controllo.
Nonostante le promesse di riforma, l'opposizione pubblica al regime continuò a crescere. Nel tentativo di frenare la marea, Krenz autorizzò la riapertura del confine con la Cecoslovacchia, che era stata sigillato per impedire ai tedeschi orientali di fuggire nella Germania occidentale. Il Politburo di nuova costituzione accettò di adottare nuove regolamentazioni per viaggi all'Occidente mediante una risoluzione del Consiglio dei ministri.

### Apertura del Muro di Berlino

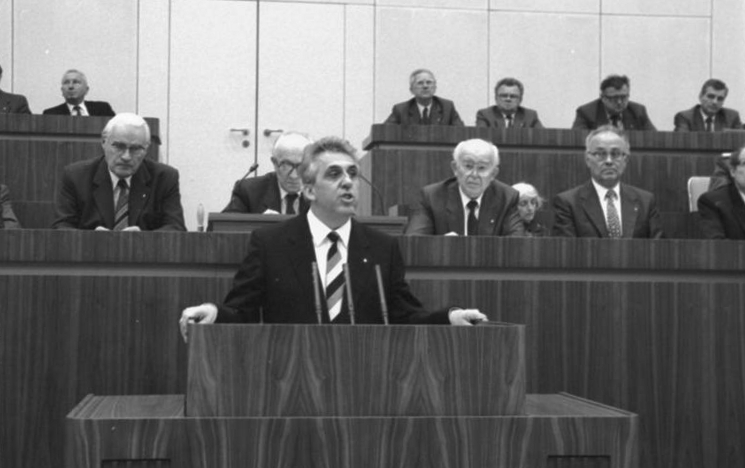
Egon Krenz affronta la Volkskammer.

Il 6 novembre il Ministero dell'Interno pubblicò un progetto di nuove regole di viaggio. Mentre era marcato come un cambiamento importante, in verità il progetto rese solo modifiche cosmetiche alle regole dell'era Honecker. Mentre gli uffici di stato dovevano approvare le domande "in fretta", effettivamente impiegarono fino a 30 giorni per elaborare domande per viaggi ordinari all'estero e fino a sei mesi per l'emigrazione. Non solo le domande potevano essere negate per le ragioni usuali (sicurezza nazionale, ordine pubblico, salute pubblica, moralità pubblica, ecc.) Ma non garantì che le persone che viaggiano all'estero avrebbero avuto accesso alla valuta estera. Il progetto animò i cittadini comuni e venne denunciato come "spazzatura completa" dal sindaco di Berlino Ovest Walter Momper.
In un caso particolarmente difettoso, il progetto venne pubblicato pochi giorni dopo che il governo permise di recarsi in Cecoslovacchia per riprenderlo. Ciò portò ad un diluvio di rifugiati che si affollarono sui gradini dell'ambasciata della Germania Ovest a Praga. I cecoslovacchi ingannati diedero un ultimatum ai loro omologhi tedeschi orientali - a meno che la questione non fosse stata affrontata immediatamente, Praga avrebbe dovuto prendere seriamente in considerazione la chiusura del confine tra Cecoslovacchia e la Germania orientale. In occasione di una riunione del Politburo del 7 novembre, fu deciso di attuare immediatamente la parte del progetto di regolamenti di viaggio che affrontarono l'emigrazione permanente. Inizialmente, il Politburo intese creare un incrocio di frontiera speciale vicino a Schirnding specificamente per questa emigrazione. I burocrati Interni e Stasi incaricati di elaborare il nuovo testo, tuttavia, conclusero che ciò non era possibile e crearono un nuovo testo relativo all'emigrazione e al viaggio temporaneo. Esso prevedeva che i cittadini della Germania orientale potessero chiedere il permesso di viaggiare all'estero senza dover soddisfare i requisiti precedenti per tali viaggi e avrebbero consentito anche l'emigrazione permanente tra tutti i passaggi di frontiera, compresi quelli tra Berlino Est e Berlino Ovest.

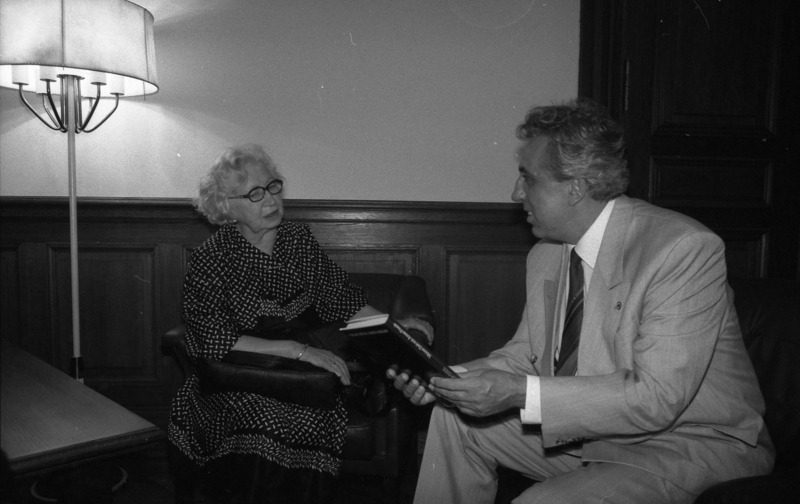
Miep Gies ed Egon Krenz nel 1989.

Il nuovo testo venne completato il 9 novembre. Tuttavia, nessuno informò il portavoce de facto del Politburo, il capo del partito di Berlino orientale Günter Schabowski, che i regolamenti entrarono in vigore il pomeriggio successivo. Quindi, alla conferenza stampa giornalistica, quando il giornalista italiano Riccardo Ehrman chiese quando i regolamenti sarebbero entrati in vigore, Schabowski suppose che erano già in vigore e rispose: "Per quanto so, immediatamente, senza ritardo". I brani della conferenza stampa vennero trasmessi dalla televisione della Germania Ovest, visibile in gran parte della Germania orientale. Ciò spinse un esodo di massa al muro di Berlino da migliaia di berlinesi orientali, credendo che questa dichiarazione significasse l'apertura delle frontiere di confine al muro. Krenz e il resto della dirigenza non erano disposti a ordinare l'uso di una forza mortale. Infine, le guardie di frontiera impreparate e sottodimensionate, a proprio titolo, lasciarono passare la folla a Berlino Ovest.
La caduta del Muro di Berlino distrusse politicamente Krenz e il SED. Il 18 novembre Krenz giurò in un nuovo governo di coalizione. Invece di un giuramento, consisteva in una stretta di mano semplice. Tuttavia, era ovvio che il SED viveva un tempo preso in prestito. Il CDU e il LDPD, fino ad allora docili al SED, buttarono fuori le loro leadership pro-comuniste e annunciarono che stavano lasciando il blocco democratico. Il nuovo Presidio della CDU, sotto la guida di Lothar de Maizière, chiese le dimissioni di Krenz come presidente del Consiglio di Stato e presidente del Consiglio Nazionale della Difesa.
Il 1º dicembre, la Volkskammer modificò in maniera significativa la costituzione tedesca orientale per eliminarvi le connotazioni totalitarie. Soprattutto, l'articolo 1, che dichiarava la Germania orientale come uno stato socialista sotto la guida del SED, fu soppresso. Due giorni dopo, l'intero Politburo e il Comitato Centrale, compreso Krenz, si dimisero e un comitato di lavoro assunse la direzione del partito. Il 6 dicembre 1989, Krenz si dimise dai suoi posti di comando rimanenti. Venne sostituito come capo dello Stato dal leader di LDPD Manfred Gerlach. In un tentativo disperato di migliorare la propria immagine prima della prima elezione elettorale della Germania orientale, l'organizzazione successiva al SED fu il Partito del Socialismo Democratico, che spogliò Krenz della sua appartenenza al partito nel 1990.

## Difesa del passato
Krenz ha sempre difeso l'operato della Repubblica Democratica Tedesca, affermando che le vicende di questo Stato possono essere comprese obiettivamente solo se considerate all'interno di un contesto specifico quale il clima della guerra fredda. Nel 2009, nel ventennale della caduta del muro di Berlino, in qualità di ultimo capo di Stato comunista della Repubblica Democratica Tedesca, ha dichiarato:
«Adesso, 20 anni dopo, i cittadini della Germania orientale possono osservare le differenze. Nella RDT avevamo conquiste che oggi possiamo solo desiderare. Lavoro per tutti, un sistema scolastico gratuito dall'asilo all'università, e opportunità per niente collegate al ceto sociale della famiglia».
L'erede politico del Partito Socialista Unificato di Germania, il Partito del Socialismo Democratico (PDS), dovette scontare un clima di ostilità istituzionale per oltre un decennio: il partito rimase «sotto sorveglianza» da parte dei servizi di sicurezza tedeschi, come deciso dalla conferenza dei ministri dell'Interno dei Länder tedeschi. L'allora ministro federale Otto Schily, tra i «cervelli» dell'SPD di Gerhard Schröder, affermò che «permangono i dubbi sugli obiettivi del PDS e dunque sulla compatibilità del partito con l'ordinamento costituzionale democratico tedesco.»

## Procedimenti giudiziari

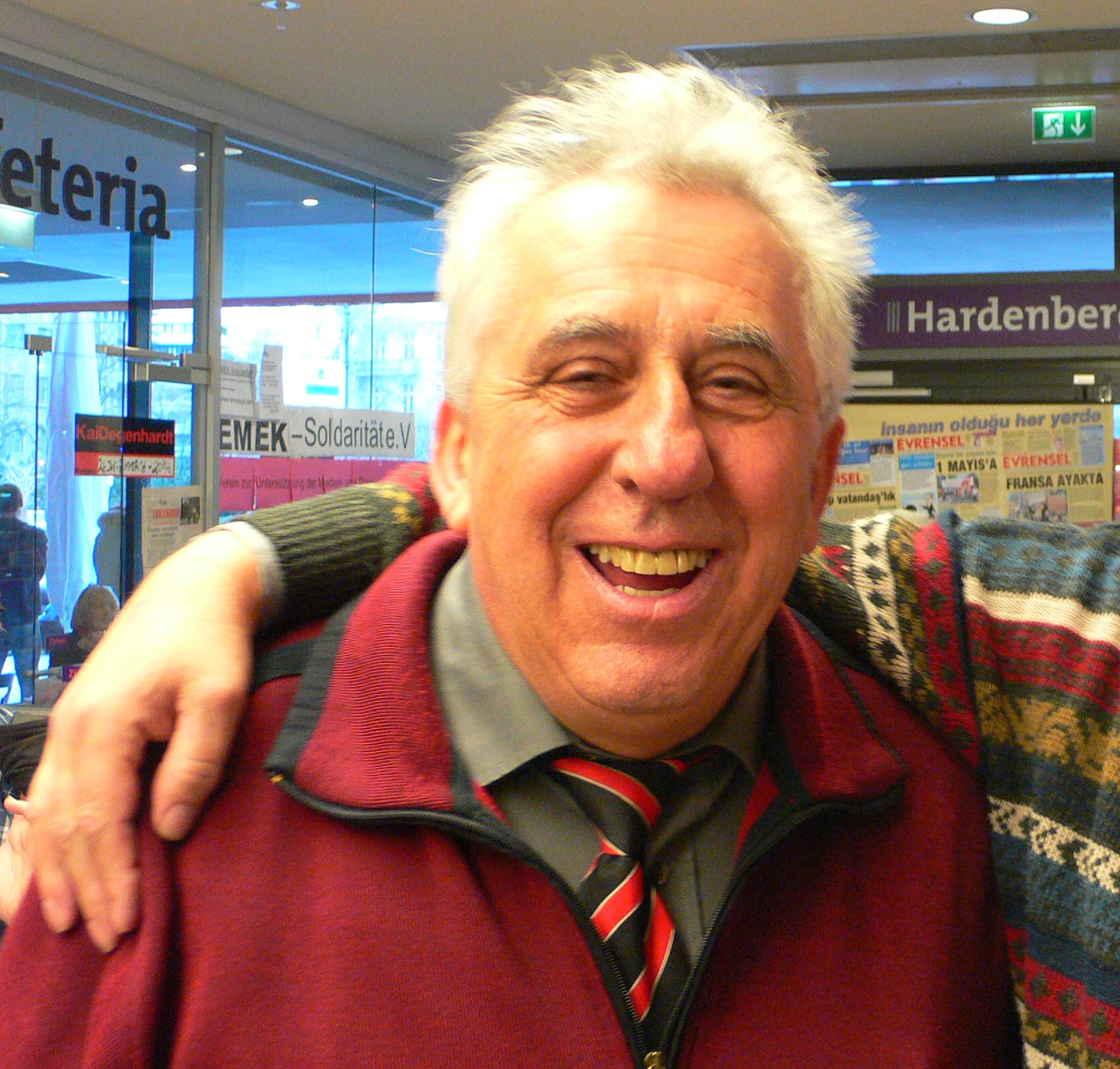
Egon Krenz nel 2007

Nel 1997 Krenz è stato condannato a sei anni e mezzo di reclusione per i crimini della Guerra fredda, in particolare per l'omicidio di quattro tedeschi che tentavano di fuggire dalla Germania Est attraverso il muro di Berlino. È stato anche accusato di frode elettorale, insieme ad altri reati.
Nell'appello contro la sentenza sostenne che il quadro giuridico dello stato tedesco di recente riunito non si poteva applicare agli eventi che avevano avuto luogo nella ex RDT. Krenz ha inoltre sostenuto che la messa in stato di accusa di ex funzionari della DDR era una violazione di un impegno personale assunto dal cancelliere tedesco occidentale Helmut Kohl con il presidente sovietico Mikhail Gorbaciov durante i colloqui che hanno portato alla riunificazione tedesca. Tuttavia, il verdetto fu confermato nel 1999; Krenz parlò al riguardo di "giustizia del vincitore" e di "guerra fredda in tribunale", dicendo che "il potere vittorioso si sta(va) vendicando sui rappresentanti del potere sconfitto" (Die siegreiche Macht rächt sich an den Vertretern der besiegten Macht).

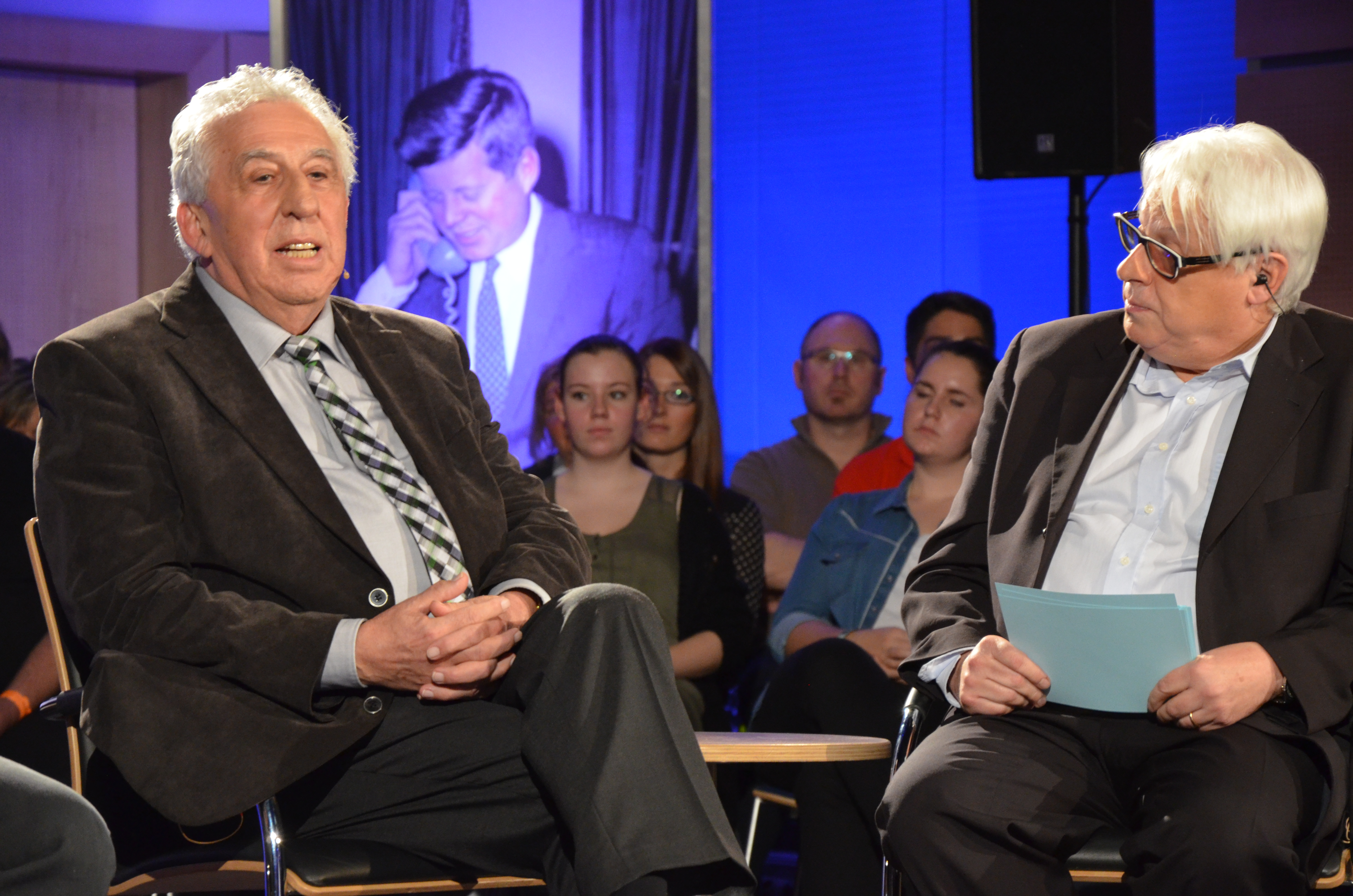
Egon Krenz nel 2013.

Krenz iniziò a scontare la sua pena in prigione a Hakenfelde, prima di essere trasferito nella prigione di Plötzensee, regolata da norme più severe. Il ricorso di Krenz alla Corte europea dei diritti dell'uomo sul presunto uso improprio delle leggi penali della RDT arrivò alla Grande Camera, ma fu respinto nel 2001.
È stato rilasciato dal carcere nel dicembre 2003, dopo aver scontato quasi quattro anni della sua condanna, e si è ritirato tranquillamente con la moglie Erika a Dierhagen in Meclemburgo-Pomerania Anteriore. È stato rilasciato sulla parola fino alla fine della sua pena nel 2006. A differenza di alcuni ex membri di alto rango del SED, come Schabowski e Günther Kleiber, Krenz difende ancora la vecchia Germania Est e non ha mai cambiato le sue idee politiche.
Krenz è stato ospite d'onore per il 125º anniversario della nascita di Ernst Thälmann il 16 aprile 2011 ad Amburgo e ha tenuto un discorso per i quasi 100 ospiti, prevalentemente comunisti. In esso, ha reso omaggio ai successi di Thälmann e si è lamentato al tempo stesso che i suoi servizi non vengano più apprezzati. Per quanto riguarda la scomparsa RDT, Krenz ha criticato non l'unità tedesca "di per sé", ma il modo in cui essa è stata ottenuta, dicendo: "…e guardo con rabbia per i crimini sotto falsa bandiera che sono stati commessi in nome del comunismo".

## Vita privata
Krenz è stato sposato con Erika, nata Brusch († 4 marzo 2017), insegnante. La coppia aveva due figli.

## Pubblicazioni
- Die Aufgaben der FDJ-Grundorganisationen an den Oberschulen. Berlin 1972.
- Zur Jugendpolitik der SED. Auf dem Weg zum XI. Parteitag der SED. Berlin 1985.
- Rede auf der 9. Tagung des ZK der SED, 18. Oktober 1989. In: Beginn der Wende und Erneuerung. Dietz Verlag, Berlin 1989, ISBN 3-320-01539-7.
- Das Wohl des Volkes ist unser elementarer Leitsatz. Erklärung des Vorsitzenden des Staatsrates der DDR vom 24. Oktober 1989 vor der Volkskammer der DDR. Staatsverlag der Deutschen Demokratischen Republik, Berlin 1989, ISBN 3-329-00688-9.
- Wenn Mauern fallen. Die friedliche Revolution. Vorgeschichte – Ablauf – Auswirkungen. Unter Mitarbeit von Hartmut König und Gunter Rettner. Paul Neff Verlag, Wien 1990, ISBN 3-7014-0301-5.
- Herbst ’89. Mit einem aktuellen Text. edition ost, Berlin 2009, ISBN 978-3-360-01806-9. (1. Auflage 1999)
- Widerworte. Aus Briefen und Zeugnissen 1990 bis 2005. edition ost, Berlin 2006, ISBN 3-360-01071-X.
- Exklusivinterview mit Genossen Egon Krenz. Wir stehen fest an der Seite Kubas. In: RotFuchs. rotfuchs.net Archiviato il 22 maggio 2014 in Internet Archive. (PDF)
- Gefängnis-Notizen. edition ost, Berlin 2009, ISBN 978-3-360-01801-4.
- Deutsche Jubiläen und Lehren der Geschichte. In: STOPP NATO! 60 Jahre Nato. 60 Jahre Bedrohung des Friedens. Verlag Wiljo Heinen, Berlin 2009, ISBN 978-3-939828-38-9.
- Er hätte uns gescholten. In: „Aber ich glaube an den Triumph der Wahrheit“: Ernst Thälmann zum 125. Geburtstag. Eberhard Czichon (Hrsg.), mit Beiträgen von Margot Honecker und anderen. Heinen Verlag, Berlin 2011, ISBN 978-3-939828-66-2.
- Als Herausgeber: Walter Ulbricht. Verlag Das Neue Berlin, Berlin 2013, ISBN 978-3-360-02160-1.
- Zeuge des Jahrhunderts. In: Horst Sindermann. Vor Tageslicht. Autobiografie. edition ost, Berlin 2015, ISBN 978-3-360-01871-7.